# Pibe (mascota)
Pibe fue la mascota oficial de la Copa América 2021, organizada por la CONMEBOL, con sede en Brasil. Se trata de un perro con uniforme de futbolista.

## Historia
La mascota fue presentada el 1 de diciembre de 2019.
El nombre de la mascota, Pibe, fue seleccionado en una encuesta realizada el 1, 2 y 3 de diciembre de 2019, obteniendo el mayor puntaje Pibe sobre Pipe (hipocorístico para el nombre masculino Felipe). El nombre designa dos conceptos importantes para ambas sedes del torneoː En Colombia (país que finalmente no fue sede por los problemas de orden público generados a raíz del paro nacional de 2021), Pibe es el apodo que se ganó de pequeño el jugador Carlos Valderrama, y en Argentina (que tampoco fue sede por los problemas sanitarios a raíz de la pandemia del COVID-19) es la manera local de llamar a los niños.
Pibe es un perrito alegre, con una lengua larga, orejas grandes y mirada tierna, sobresaliendo una mancha blanca al lado izquierdo de su hocico, sobre su pelaje claro. Los diseñadores afirman que la mascota tiene los mejores rasgos de cada raza de perro sudamericana. También que es un perro ágil, sociable, tierno, divertido y sobre todo muy pícaro y vivo. El Pibe fundamentalmente es fanático de las pelotas de fútbol.